# Compañía del Ferrocarril de Zafra a Huelva
La Compañía del Ferrocarril de Zafra a Huelva (ZH) fue una empresa ferroviaria española que tuvo bajo su cargo la línea ferroviaria que partía en Zafra y acababa en Huelva. A pesar de ser una compañía de escaso peso en el contexto ferroviario, fue de las pocas empresas que acabó sobreviviendo hasta la creación de RENFE en 1941.

## Historia

### Fundación y primeros años

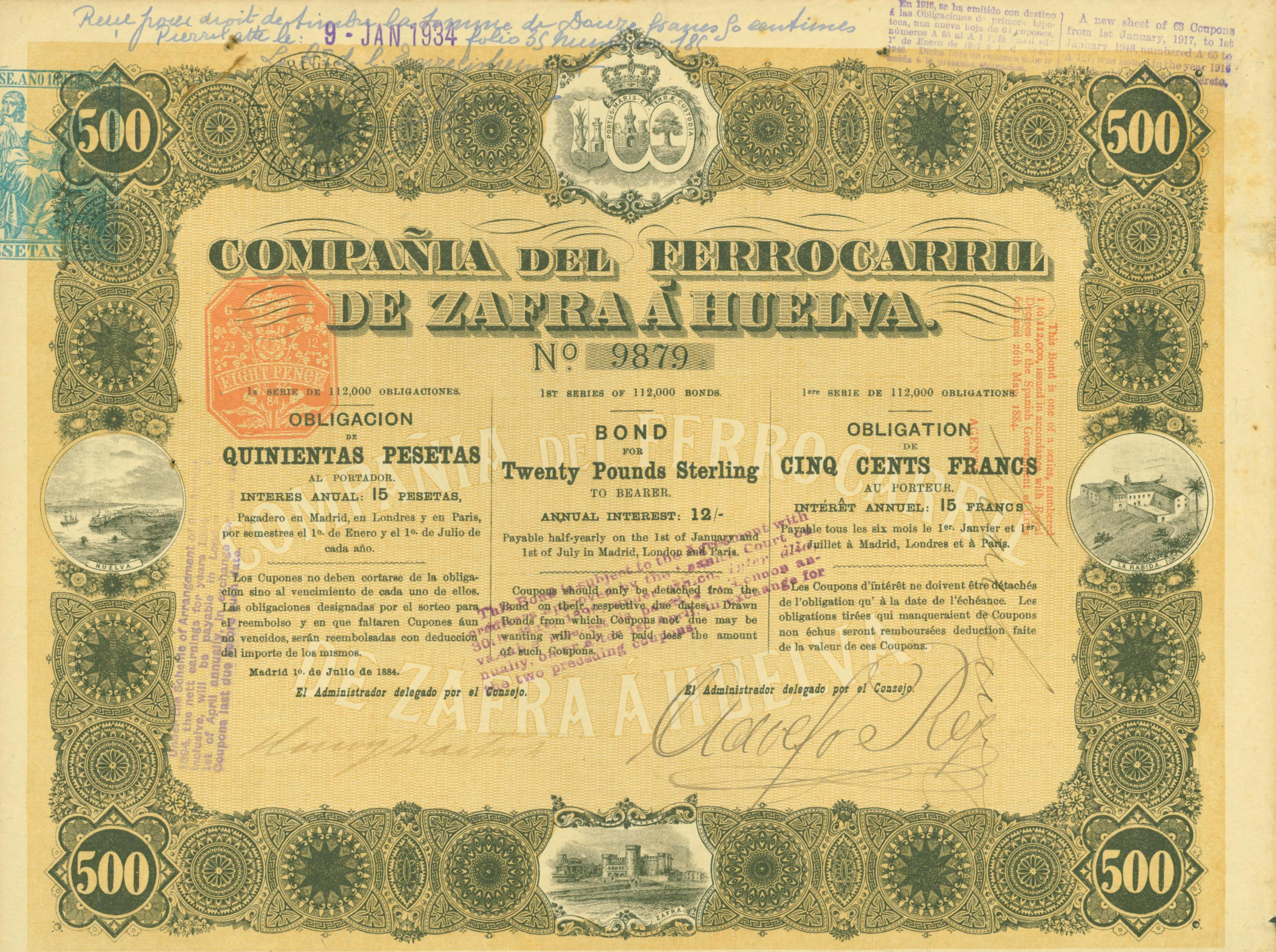
Obligación de la Compañía del Ferrocarril de Zafra a Huelva con fecha 1 de julio de 1884

Desde la década de 1860 se había planteado la construcción de un ferrocarril que uniera el puerto de Huelva y la localidad extremeña de Zafra. De cara al transporte de mercancías, dicha línea encontraría tierras de cultivo en la parte alta y zonas mineras en la parte baja. Tras varios intentos fallidos, hacia 1881 la sociedad «Sundheim y Doetch», radicada en Huelva, se interesó por el proyecto, y así el 6 de octubre de 1881 se otorgó una concesión gubernamental el empresario hispano-alemán Guillermo Sundheim, en representación de dicha compañía. Unos años después, el 25 de enero de 1884 se constituyó en Madrid, ante notario, la «Compañía del Ferrocarril de Zafra a Huelva». En el momento de su nacimiento, la nueva compañía contaba con un capital social de veintiocho millones de pesetas.
Por su parte, Sundhein continuó su aportación para las obras como contratista. Una vez iniciadas, los trabajos de construcción fueron más rápidos en la parte baja, en tanto que esta era zona llana, y para 1885 ya habían finalizado. En la zona alta se encontraban la Sierra Morena y la sierra de Aracena y esto retrasó unos años más la finalización de las obras. La puesta en marcha de los tramos fue la siguiente: Valdelamusa-Huelva, de 113 km, inaugurado el 23 de julio de 1886; y Zafra-Valdelamusa, de 72 km, inaugurado el 1 de enero de 1889. Ya entrado ese año, toda la línea se encontraba operativa, tras lo cual se puso en macha su explotación comercial.

### Explotación

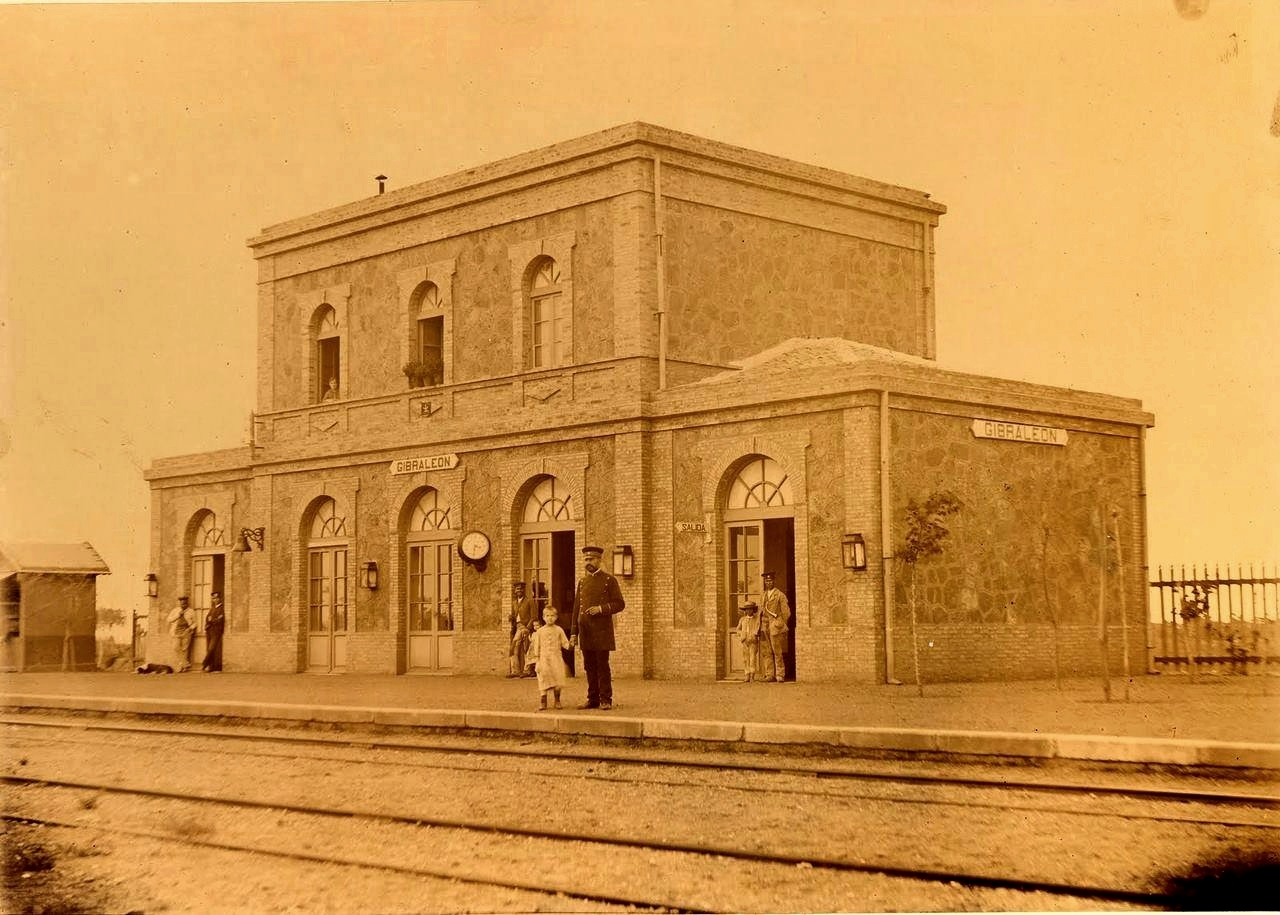
La estación de Gibraleón en una fotografía de 1889.

El ferrocarril de Zafra a Huelva no era de carácter minero, a pesar de lo cual casi todos sus tráficos dependían de la minería, puesto que a la misma desembocaban los ferrocarriles de vía estrecha privados de las explotaciones mineras. El 1 de enero de 1888 comenzaría la explotación de la línea con su apertura para el tránsito de mercancías, y el 1 de marzo, para el tránsito de viajeros y de mercancías a gran velocidad. Sin embargo, los resultados fueron adversos por la falta de tráfico que circulase por la línea, principalmente debido a la fuerte competencia que se hacía desde las líneas Mérida-Zafra-Sevilla y Sevilla-Huelva, ambas pertenecientes a la Compañía de los Ferrocarriles de Madrid a Zaragoza y Alicante (MZA), con una guerra de tarifas, que desviaba el tráfico por sus propias líneas. 
Por otro lado, la compañía minera de Río Tinto y las de otras minas construyeron sus propios ferrocarriles mineros, lo que en un principio alejó la posibilidad de tráficos mineros. Todo ello fue causa de que se secara la circulación de esta línea férrea, pero no quedó la cosa en una reducción del tráfico, sino en un descuido de las instalaciones y el material rodante de la compañía. La compañía nunca fue absorbida por MZA, pese a las ofertas que esta compañía haría en dicho sentido —la última de ellas, entre 1907 y 1908—. En 1890, Guillermo Sundhein pretendió establecer un enlace ferroviario con Belmez para el tráfico de pirita y otros minerales, conectando así con el otro gran centro minero de Andalucía. Aunque el Estado autorizó un estudio para la construcción de una línea de ferrocarril, este proyecto finalmente quedó en nada. Lo cierto es que, en vista de lo poco rentable que estaba resultando la explotación de esta línea, la situación no pasaba por iniciar nuevas aventuras ferroviarias.
En 1886 entró en servicio la estación de Huelva-Odiel, que servía como estación término de la línea Zafra-Huelva. En las instalaciones de Huelva-Odiel se encontraban los talleres y el depósito principal de la compañía, así como un amplio parque de vías. Ello la convertía en la principal estación de toda la línea. A mediados de la década de 1930 el organismo de Explotación de Ferrocarriles por el Estado (EFE) le ofreció conjuntamente a MZA y a ZH que explotaran la nueva línea Gibraleón-Ayamonte, si bien EFE mantuvo la propiedad del mismo. Tras el estallido de la Guerra Civil ambas empresas iniciarían sus operaciones, si bien desde mayo de 1937 solo la Compañía del Zafra-Huelva ejercería la explotación de esta línea mediante convenio con EFE. Otro ferrocarril que explotó la compañía fue la recién inaugurada línea Zafra-Jerez de los Caballeros, que entró en servicio a finales de 1936, y cuya explotación se adjudicó a ZH por carecer la compañía constructora de material ferroviario.

### Desaparición
Aunque hasta la década de 1920 la compañía mantuvo una situación económica estable, a partir de entonces entraría en una etapa decreciente, casi siempre con saldos negativos y sin lograr levantar cabeza. Pero incluso con esta difícil existencia logró mantener su independencia frente a gigantes ferroviarios, como la Compañía de los Ferrocarriles Andaluces o MZA, teniendo en cuenta que hasta entonces la mayoría de las pequeñas compañías ferroviarias habían sido absorbidas por las grandes. En 1941, cuando se produjo la nacionalización de todo los ferrocarriles de ancho ibérico, sus infraestructuras y material rodante fueron integrados en la recién creada RENFE.